# Liste der Kulturgüter in Wallbach
Die Liste der Kulturgüter in Wallbach enthält alle Objekte in der Gemeinde Wallbach im Kanton Aargau, die gemäss der Haager Konvention zum Schutz von Kulturgut bei bewaffneten Konflikten, dem Bundesgesetz vom 20. Juni 2014 über den Schutz der Kulturgüter bei bewaffneten Konflikten sowie der Verordnung vom 29. Oktober 2014 über den Schutz der Kulturgüter bei bewaffneten Konflikten unter Schutz stehen.
Objekte der Kategorien A und B sind vollständig in der Liste enthalten, Objekte der Kategorie C fehlen zurzeit (Stand: 1. Januar 2023).

## Kulturgüter
| Foto |                                                                                                  | Objekt                                                                 | Kat. | Typ | Standort                             | Beschreibung |
| ---- | ------------------------------------------------------------------------------------------------ | ---------------------------------------------------------------------- | ---- | --- | ------------------------------------ | ------------ |
| ja   | Datei hochladen · Wikidata zu Stelli, Teil der spätrömischen Rheinbefestigung (Q19362398)        | Stelli (Teil der spätrömischen Rheinbefestigung) KGS-Nr.: 00276        | A    | F   | Rheinstrasse 635221 / 269290         |              |
| BW   | Datei hochladen · Wikidata zu Haus Businger, Teil der spätrömischen Rheinbefestigung (Q19362397) | Haus Businger (Teil der spätrömischen Rheinbefestigung) KGS-Nr.: 11755 | A    | F   | Brütschengasse 635131 / 267725       |              |
| ja   | Datei hochladen · Wikidata zu Sebastianskapelle (Q15128101)                                      | Sebastianskapelle KGS-Nr.: 15868                                       | B    | G   | Kapellenstrasse 26.1 635059 / 267517 |              |